# 2018년 하와이 지진

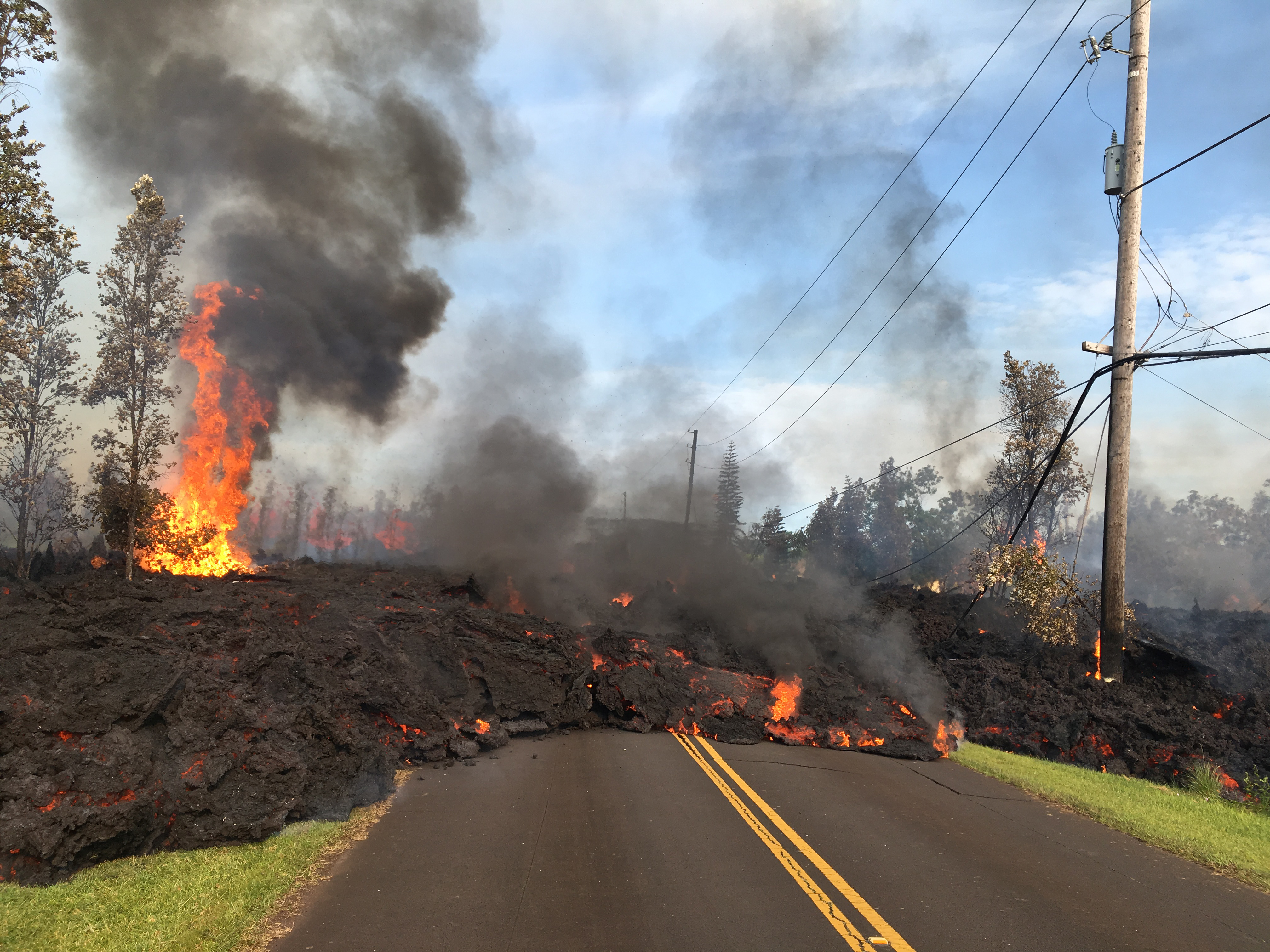
지진의 여파로 킬라우에아산에서 발생한 용암 분출

2018년 하와이 지진은 5월 4일 22시 32분 54초(UTC) 하와이섬(빅아일랜드)에서 발생한 모멘트 규모 6.9의 지진이다. 섬의 동남쪽 해안에서 발생한 지진의 진원은 지하 5.8 km이다.
이 지진의 발생 한 시간 전에 규모 5.4 지진이 킬라우에아 화산 남동쪽 숲에서 발생하였으며, 용암 분출이 시작되었다. 하와이 화산관측소는 이번 지진으로 더욱 많은 용암 분화(噴火)를 우려하였다.

## 같이 보기
- 2018년 킬라우에아산 분화